# 睢寧県
睢寧県（すいねい-けん）は中華人民共和国江蘇省北西部に位置する省直轄の県であり、三国時代の下邳として有名となり、呉の創立者孫権の出身地である。しばらくの間、徐州市の代理管轄下に置かれている。県政府住所は江蘇省睢寧県睢河街道永康路1号。

## 人物
著名な歴史上の人物が多く邳(現在の睢寧県北部)の地から出ている。夏朝の奚仲や、戦国時代に邳(現在の睢寧県北部)の地に封じられた斉の宰相・鄒忌などである。秦朝の頃、邳にいた黄石公はこの地ゆかりの張良にささげる書（張良納履）を書いている。

## 歴史
戦国時代から楚漢戦争にかけて、中原の南に位置する下邳は各国の激しい争奪戦の舞台となってきた。
下邳は、後に劉邦の軍師となった韓の遺臣の張良が陳勝・呉広の乱が起こるまで隠れ住んでいた街でもある（李白は後にこの地に来たとき、張良の故事をもとに、『経下邳圯橋懐張子房』（下邳の圯橋（いきょう）を経て張子房を懐う）の詩を作っている）。
前漢の時代は下邳は楚国に属し、漢の経済的な中心地として彭城などとともに繁栄したが、三国時代には再び多くの武将の争う地となった。初期の劉備の本拠地であり、呂布、関羽らが守っていた都城として三国志演義などでよく知られている。その後、淮河流域で中国の南北の境に位置する下邳は宋と金の戦争など数多くの舞台となった。また一方、その経済力や文化の蓄積をもとに多くの学者や文人を出していることでも知られている。
1218年（興定2年）、金朝により設置された。元初に廃止されたが、1275年（至元12年）に再設置された。
国共内戦中の1948年（民国37年）、中国共産党により邳県と統合され邳睢県とされたが、1953年に再分割され現在に至る。

### 三国志
三国時代において、下邳に関しては以下のような逸話がある。
下邳は陶謙の家臣であった曹豹の都城であったが、陶謙の死後劉備が徐州を譲り受けた際に本拠地として曹豹を部下とした。しかし劉備を頼って逃げ延びてきた呂布は、劉備が袁術とにらみ合っている留守の間に曹豹とともに下邳を乗っ取り、徐州刺史を自称して逆に劉備を部下にして近くの小沛の城に追い出してしまった。しかし後日、曹操と劉備の連合軍に攻められた時、陳登の助言により呂布は下邳へ妻子や金銀兵糧を移させた。しかしその後、陳登が裏切り、呂布はここで篭城した。3ヶ月の包囲と、冬季の水攻めの末、呂布の軍勢の士気は低下し部下の武将の裏切りにあって曹操・劉備連合軍に捕まり打ち首になった（下邳の戦い）。
劉備は曹操により上表され、左将軍となり徐州を与えられた。劉備は小沛を引き続き本拠とし、下邳を関羽に守らせた。だが、友好関係にあった曹操と劉備は、劉備が袁紹と連合した事などを機に決裂。曹操は自ら徐州に攻め込み、劉備軍は四散した。下邳の関羽は曹操の策にはまり、三つの条件を出して降伏したが捕虜となっている。

## 行政区画
- 街道：睢城街道、睢河街道、金城街道
- 鎮：王集鎮、双溝鎮、嵐山鎮、李集鎮、桃園鎮、官山鎮、高作鎮、沙集鎮、凌城鎮、邱集鎮、古邳鎮、姚集鎮、魏集鎮、梁集鎮、慶安鎮